# ピム・ファーベーク
ピム・ファーベーク（オランダ語: Pim Verbeek, 1956年3月12日 - 2019年11月28日）は、オランダ出身の元プロサッカー選手、サッカー指導者。実弟は元大宮アルディージャ監督のロバート・ファーベーク。Jリーグ時代の登録名はピム。ファーベークは英語発音で、オランダ語発音ではフェルベークになる。

## 来歴
現役時代は主にオランダ・エールディヴィジのスパルタ・ロッテルダムでプレー。NACブレダ、ローダJCでもプレーした。
現役引退後はフェイエノールトやFCフローニンゲンなどオランダのクラブで監督を務め、1998年途中から大宮アルディージャの監督に就任、1999年まで務めた。
大宮退団後はフース・ヒディンク率いる韓国代表のアシスタントコーチを務め、2002 FIFAワールドカップでの韓国の準決勝進出に貢献した。ワールドカップ後はオランダのPSVの監督に就任したヒディンクと行動を共にし、PSVのアシスタントコーチを務めた。
2003年7月から京都パープルサンガの監督に就任。しかし、その直後に来季からオランダ領アンティル代表監督に就任することが報道され、物議を醸す。結局、チームをJ1残留争いから脱出させることは出来ず、セカンドステージ残り2試合のところでテクニカルアドバイザーに異動、事実上解任された。
2006 FIFAワールドカップ終了後に韓国代表のアシスタントコーチから監督に昇格。しかし、芳しい成績を残すことができず、AFCアジアカップ2007終了後解任される。
2007年12月、オーストラリア代表監督に就任。アジアサッカー連盟に移籍したオーストラリア代表を2010 FIFAワールドカップに導いた。しかし、グループリーグでは1勝（1分1敗）したものの敗退。
2010年8月からU-20とU-17モロッコ代表監督を兼任するチームディレクターに就任。2012年のロンドンオリンピックではU-23モロッコ代表監督を務める。
2019年11月28日、癌のために死去した。63歳没。

## 選手経歴
- NACブレダ
- ローダJC
- 1973年 - 1980年  スパルタ・ロッテルダム

## 指導者経歴
- 1981年 - 1984年  FCドルトレヒト：アシスタントコーチ
- 1984年 - 1987年  ユニタス・ゴーリンヘム：監督
- 1987年 - 1989年  デ・フラーフスハップ：監督
- 1989年  フェイエノールト：監督
- 1990年 - 1991年  フェイエノールト：アシスタントコーチ
- 1991年 - 1992年  FCワゲネンゲン：監督
- 1992年 - 1993年  FCフローニンゲン：監督
- 1994年 - 1997年  フォルトゥナ・シッタート：監督
- 1997年 - 1998年  フォルトゥナ・シッタート：テクニカルディレクター
- 1998年7月 - 1999年  大宮アルディージャ：監督
- 2000年 - 2001年  オランダ代表：チームスカウト
- 2001年 - 2002年  韓国代表：アシスタントコーチ
- 2002年 - 2003年  PSVアイントホーフェン：アシスタントコーチ
- 2003年7月 - 2003年11月  京都パープルサンガ：監督
- 2003年11月 - 2003年12月  京都パープルサンガ：テクニカルアドバイザー
- 2004年  オランダ領アンティル代表：監督
- 2004年 - 2005年  ボルシア・メンヒェングラートバッハ：アシスタントコーチ
- 2005年  アラブ首長国連邦代表：アシスタントコーチ
- 2005年 - 2006年  韓国代表：アシスタントコーチ
- 2006年 - 2007年  韓国代表：監督
- 2007年 - 2010年  オーストラリア代表：監督
- 2010年 - 2014年  モロッコ代表：ジュニアナショナルチームディレクター
- 2016年 - 2019年  オマーン代表：監督